# Адреса електронної пошти

Символ «ет», обов'язкова частина кожної електронної адреси

Адреса електронної пошти ідентифікує акаунт електронної пошти, куди доставляються повідомлення. У ранніх версіях використовувалося велике розмаїття форматів, але з 1980-х використовується єдиний формат відповідно до специфікацій поштових систем в інтернеті. У цій статті використовується термін електронної адреси для посилання на специфікацію addr, визначену в RFC 5322, а не на адресу, яка зазвичай використовується. Різниця полягає в тому, що адреса може містити відображуване ім'я, коментар або те і інше.
Електронна адреса, наприклад, Olexandr@example.ua складається з локальної частини, символу @, а потім нечутливого до регістру домену. Хоча стандарт вимагає, щоб локальна частина була залежною від регістру, хости доставляють повідомлення незалежно від нього,. Поштові системи часто обмежують вибір імен користувачами підмножиною технічно дійсних символів, а в деяких випадках також обмежують, на які адреси можна надсилати пошту.
З впровадженням інтернаціоналізованих доменних імен з'явилась можливість використовувати в електронній адресі символи, що не належать до ASCII. Адреса електронної пошти грає важливу роль у тому, чи буде повідомлення прочитане. Так, 42 % людей вирішують, чи потрібно відкривати електронний лист, просто дивлячись на ім'я відправника.

## Огляд
Для передачі електронної пошти в інтернеті використовується SMTP, визначений в RFC 5321, 5322 та розширений типом RFC 6531. Доступ до поштових скриньок керується за допомогою протоколу поштового зв'язку (POP) або протоколу доступу до Інтернет-повідомлень (IMAP) за допомогою програмного забезпечення для клієнтів електронної пошти, яке працює на персональному комп'ютері, мобільному пристрої або в системах вебпошти.
Загальний формат адреси електронної пошти — локальний домен @ домен, а конкретний приклад — jsmith@example.com . Адреса складається з двох частин. Частина перед символом @ (локальна частина) визначає назву поштової скриньки. Це часто ім'я користувача одержувача, наприклад, jsmith. Частина після символу @ (домен) — це доменне ім'я, яке представляє адміністративну область поштової скриньки, наприклад, доменне ім'я компанії, example.com.
Для вказівки одержувача повідомлення адреса електронної пошти також може мати відповідне ім'я для одержувача, за яким слідує специфікація адреси, оточена кутовими дужками, наприклад: John Smith <john.smith@example.org>.
З метою розділення робочого ти приватного листування, деінде використовуються по кілька адрес електронної пошти одним користувачем. Це, поміж іншим, дозволяє краще фільтрувати спам, ефективніше керувати різними командами та захищати приватність в інтернеті.

## Синтаксис
Формат адрес електронної пошти — local-part@domain де локальна частина може бути довжиною до 64 октетів, а домен може мати максимум 255 октетів. Офіційні визначення містяться в RFC 5322 (розділи 3.2.3 та 3.4.1) та RFC 5321 та пов'язаних з ними помилках. Зауважте, що на відміну від синтаксису RFC 1034, та RFC 1035 у доменному імені нема періоду відстеження.

### Локальна частина
Локальна частина електронної адреси може бути без лапок або може бути включена у лапки.
Якщо немає котирування, він може використовувати будь-який з цих символів ASCII:
- великі і малі латинські літери від A до Z і від a до z
- цифр від 0 до 9
- друковані символи ! #$%&'*+-/=? ^_`{|}~
- крапка ., за умови, що це не перший чи останній символ та за умови, що він не з'являється послідовно (наприклад, John..Doe@example.com не дозволяється).

У випадку використання лапок, адреса може містити пробіл, горизонтальну вкладку (HT), будь-яку графіку ASCII, крім зворотної косої і лапок або будь-якої графіки ASCII. Адреса може бути розділена в будь-якому місці, де відображаються HT або пробіл. На відміну від локальних частин без лапок, адреси ". John. Doe"@example.com , "John. Doe."@example.com та "John..Doe"@example.com дозволені.
Максимальна загальна довжина локальної частини електронної адреси — 64 октети.

### Домен
Частина з доменним іменем в електронній пошті повинна відповідати суворим правилам: вона зобов'язана відповідати вимогам до імені хоста, списку розділених крапками міток DNS, кожна мітка має обмеження довжиною 63 символи і складається з: :§2
- великі і малі латинські літери від A до Z і a до z ;
- цифри від 0 до 9, за умови, що доменні імена верхнього рівня не є цілими;
- дефіс - за умови, що це не перший чи останній символ.

Коментарі дозволені як у домені, так і в локальній частині; наприклад, john.smith@(comment)example.com та john.smith@example.com(comment) еквівалентні john.smith@example.com .

#### Зарезервовані домени
RFC 2606 вказує, які домени не можна використовувати в адресі:
- .example
- .invalid
- example.com
- example.net
- example.org

### Приклади

#### Дійсні електронні адреси
- simple@example.com
- very.common@example.com
- disposable.style.email.with+symbol@example.com
- other.email-with-hyphen@example.com
- fully-qualified-domain@example.com
- user.name+tag+sorting@example.com (може перейти до вхідних повідомлень user.name@example.com залежно від поштового сервера)
- x@example.com (локальна частина з однією буквою)
- example-indeed@strange-example.com
- admin@mailserver1 (локальне доменне ім'я без TLD, хоча ICANN дуже відлякує бездоганні електронні адреси[5])
- example@s.example (див. Список Інтернет-доменів вищого рівня)
- " "@example.org (пробіл між цитатами)
- "john..doe"@example.org (цитується подвійна крапка)
- mailhost!username@example.org (гангфікований маршрут хоста, який використовується для пошти uucp)
- user%example.com@example.org (% user%example.com@example.org маршруту пошти до user@example.com через example.org)

#### Недійсні адреси електронної пошти
- Abc.example.com (без символу @)
- A@b@c@example.com (тільки один @ дозволений поза лапок)
- a"b(c)d,e:f;g<h>i[j\k]l@example.com (жоден із спеціальних символів у цій локальній частині не допускається поза лапок)
- just"not"right@example.com (just"not"right@example.com рядки повинні бути розділені крапками або єдиний елемент, що складається з локальної частини)
- this is"not\allowed@example.com (пробіли, лапки та косої риски можуть існувати лише тоді, коли в цитованих рядках і передує зворотна косої риски)
- this\ still\"not\\allowed@example.com (навіть якщо уникнути (передує зворотній косої риси), пробіли, лапки та косої риски все одно повинні міститись лапками)
- 1234567890123456789012345678901234567890123456789012345678901234+x@example.com (місцева частина довша 64 символів)
- i_like_underscore@but_its_not_allow_in _this_part.example.com (Підкреслення заборонено в частині домену)

## Перевірка
Електронні адреси часто використовуються як логін для входу на вебсайт. Доступні й інші методи перевірки, такі як перевірка номера мобільного телефону, перевірка поштової пошти та перевірка факсу.

## Інтернаціоналізація
IETF досліджує питання інтернаціоналізації електронних адрес «Інтернаціоналізація адрес електронної пошти» (EAI, також відома як IMA). Було розроблено RFC 6530, 6531, 6532, 6533.

### Приклади інтернаціоналізації
Наведені нижче приклади не будуть оброблятися серверами на основі RFC 5322, але дозволені RFC 6530. Сервери, сумісні з цим, зможуть обробляти такі:
- Латинський алфавіт з діакритикою: Pelé@example.com
- Грецький алфавіт : δοκιμή@παράδειγμα.δοκιμή
- Традиційні китайські символи : 我買@屋企.香港
- Японські символи : 二ノ宮@黒川.日本
- Кириличні символи: олександр@мояпошта.ua
- Символи деванаґарі : संपर्क @ डाटामेल. भारत